# Khaltsi
Khaltsi, Khalsi, Khaltse ou Khalatse é uma aldeia do Ladaque, sede do bloco e tesil homónimos, que pertence ao distrito de Lé, no noroeste da Índia. Em 2011, o tesil tinha 6 114 habitantes, dos quais 767 residiam na aldeia-sede. O bloco tem 9 povoações: Khaltsi, Kanjo, Skindiyang, Takmachik, Lé Dho, Lamayuru, Temisgam, Nurla e Tia.
A aldeia é conhecida pelos seus alperces e pela sua posição estratégica, na fronteira entre as áreas budista budista (oriental) e muçulmana do Ladaque. É junto a Khaltsi que a estrada que liga Caxemira ao Ladaque entra no vale do rio Indo.

## Geografia
A aldeia situa-se a pouco mais de 3 000 metros de altitude, na margem direita (norte) do rio Indo, na extremidade sul de um vale orientado a norte, na rota ancestral que ligava o Ladaque com Caxemira, cujo percurso é atualmente percorrido pela estrada Serinagar–Lé, uma das duas únicas  estradas que ligam o Ladaque ao resto do mundo. Por essa estrada, no sentido oeste-leste, Basgo fica a 56 km, Nimo a 61 km e Lé a 89 km. No sentido contrário, para oeste, Lamayuru dista 20 km, Cargil a 122 km e Serinagar a 326nbsp;km.
Quem chega à aldeia pela estrada vindo do lado de Srinigar apercebe-se facilmente que deixou as regiões muçulmanas e entrou numa região budista, pois por todo o lado se começam a avistar chortens (pequenas estupas), muros de pedras mani (seixos esculpidos e pintados com mantras budistas) e bandeiras de oração flutuando ao sabor do vento. A montante do Indo a partir de Khaltsi e a jusante na margem direita (norte), quase todos os habitantes são budistas, enquanto que a jusante na margem esquerda predomina o islão. Os habitantes a jusante da margem direita são maioritariamente brokpas ou dardos, cujos ritos budistas são únicos, em que há influências animistas.
Devido a Khaltsi se encontrar a aproximadamente menos 400 metros de altitude que Lé, é comum que se façam duas colheitas por ano, durante a primavera e verão, coisa que não é possível nas regiões mais orientais, onde só se faz uma colheita, pois o inverno mais prolongado não permite que se semeie tão cedo como em Khaltsi. Quando as sementeiras começam na região de Lé, em finais de maio, já as culturas de Khaltsi estão a meio do seu crescimento. As primeiras colheitas, realizadas em meados de julho, são geralmente de grim, uma variante antiga de cevada — Hordeum vulgare L. var. nudum — mais fácil de debulhar do que as variedades mais comuns, a base tradicional da tsampa, o alimento básico do Ladaque e das regiões culturalmente tibetanas. A segunda colheita é principalmente de trigo sarraceno, nabos e outras hortaliças.

## História
A importância da aldeia deve-se sobretudo a estar localizada no local onde a estrada de Serinagar entra vale do Indo pelo lado sul e atravessa o rio para a margem norte. Perto da antiga ponte sobre o Indo há ruínas de um velho edifício fortificado, identificado como uma alfândega por uma inscrição que refere um "senhor do comércio do vale inferior". Num fragmento de outra inscrição encontrada em Khaltsi e datada de 96 ou 99 d.C., é referido o nome "Marajá Uvima", que foi identificado como o Vima Cadefises, basileu (rei) do Império Cuchana dessa época.
Lha chen Naglug (ou Lhachen Naglug), um rei duma dinastia darda que reinou no Ladaque no século XII, mandou construir uma ponte sobre o Indo no mesmo local da atual. Para guardar a ponte, foi construído  o castelo de Bragnag, na margem do Indo, junto a uma ribeira a pouco mais de um quilómetro e meio acima da aldeia. Para os estudiosos, esta ponte foi criada para competir (na coleta de portagens de travessia) com a ponte de Babu Khar (ou Balu Khar), situada a pouco menos de cinco quilómetros. Diz-se que o castelo de Bragnag foi o primeiro castelo construído no Ladaque. As suas ruínas e os vestígios de extensos campos agrícolas e de um sistema de irrigação ainda são visíveis. Lha chen Naglug foi também quem mandou construir o palácio de Wanla, que se ergue na margem do rio Yapola, 10 km a sudoeste de Khaltsi em linha reta.
Nas vizinhanças da aldeia há vários relevos esculpidos em rochas, datados do período dardo. Um deles representa uma mulher darda carregando um cesto às costas, outro um homem caçando antílopes e outro com um homem com o que parece um chapéu chato, semelhantes aos usados pelos dardos Brokpa (ou Brogpa) Em frente ao antigo castelo dardo de Khalatse há uma inscrição numa escrita indiana posterior ao brami e ao caroste que para o tibetólogo alemão August Hermann Francke (1870–1930) poderiam ser do período do domínio dardo no Ladaque.
A missão dos Igreja dos Irmãos Morávios que abriu em Lé em 1885, na qual serviu August Francke entre 1896 e 1909, teve uma delegação em Khalatse que funcionou cerca de 50 anos, antes da independência da Índia em 1947. Apesar de não ter havido muitas conversões ao cristianismo, a Igreja Morávia desempenhou um papel muito importante na educação e saúde.